# Hoya bilobata
Hoya bilobata är en oleanderväxtart som beskrevs av Rudolf Schlechter. Hoya bilobata ingår i släktet Hoya och familjen oleanderväxter. Inga underarter finns listade i Catalogue of Life.